# Rubus avaloniensis
Rubus avaloniensis är en rosväxtart som beskrevs av Alan Newton och R.D.Randall. Rubus avaloniensis ingår i släktet rubusar, och familjen rosväxter. Inga underarter finns listade i Catalogue of Life.